# Перша мексиканська імперія
Мексиканська імперія (ісп. Imperio Mexicano ісп. вимова: [ĩmˈpeɾjo mexiˈcano] ( прослухати)) — офіційна назва Мексики в період з 21 липня 1822 до 19 березня 1823 року. Включала до свого складу територію колишньої Нової Іспанії та Гватемальського генерал-капітанства. Пізніше існувала Друга мексиканська імперія (1863—1867).

## Передісторія

Імператор Аґустін I

У 1807 році, вторгшись до меж Іспанії, Наполеон Бонапарт вигнав короля Фердинанда й посадив на іспанський престол свого брата Жозефа. У Мексиці сформувались два союзи: ліберали — прибічники наполеонівської політики, та консерватори, які підтримували Бурбонів. Обидві партії погоджувались в одному — Мексика мала отримати незалежність.
Користуючись нездатністю Іспанії проводити колоніальну політику, іспанський католицький священик Мігель Ідальго 16 вересня 1810 в містечку Долорес проголосив незалежність Мексики. Це поклало початок тривалої війни. На конгресі в Чілпанчінго 1813 було урочисто прийнято Декларацію незалежності Північної Америки. У 1821 була також підписана Декларація про незалежність Мексики. А Мігель Ідальго був схоплений ворогами та страчений.
У війні за незалежність виділялись такі люди, як Ідальго, Аґустін де Ітурбіде, Вісенте Герреро, Хосе Марія Морелос. Війна тривала одинадцять років, допоки визвольні війська не увійшли до Мехіко.
Обраний імператор Аґустін де Ітурбіде народився 1783 року в родині іспанського дворянина та креолки. 1798 вступив до лав іспанської армії. 1820 отримав чин полковника. Під час війни придушував мексиканські виступи. 1819 перекинувся до табору повстанців, оголосивши у своєму заклику, що хоче бачити Мексику конституційною монархією. Кількість його прибічників зростала. 1821 року він узяв Мехіко. Народ і гарнізон обрали його імператором. Згодом це було підкріплено парламентським рішенням. Це рішення вважалось тимчасовим, поки не знайдеться якийсь європейський принц.

## Створення імперії
15 вересня 1821 була підписана Декларація незалежності Мексики від Іспанії. Новий парламент Мексики жадав установити тісні зв'язки з колишньою метрополією, припускаючи, що іспанський король Фердинанд VII стане імператором Мексики, проте обидві держави будуть незалежними одна від одної. У разі відмови парламент хотів запросити іншого члена династії Бурбонів, але Фердинанд незалежності колонії не визнав. Тоді імператором був проголошений президент регентської ради Аґустін де Ітурбіде.

## Падіння імперії
Частина конгресу постійно критикувала дії Аґустіна. Командувач гарнізоном Веракруса, майбутній президент Мексики Антоніо Лопес де Санта-Анна підбурив повстання проти Ітурбіде, й 1 грудня 1822 року проголосив Мексику республікою. В той же час він змовився з генералом Гвадалупе Вікторія з метою ліквідації режиму.
Повстало кілька провінцій, та усюди, за винятком Веракруса, повстанців було розбито імперськими військами. На бік Санта-Анни перейшов генерал імператорської армії Ечевері. Заколотники їздили провінціями із закликом скликати загальний конгрес, і в більшості місць цей план був підтриманий. Більша частина населення країни встала за республіканський стрій. У імператора майже не залишилось прибічників. Зрікшись престолу, 19 березня 1823 Аґустін втік із країни.

## Територія

24 провінції Мексиканської імперії

Після створення імперії до її складу зажадали увійти території колишньої іспанської колонії Нова Іспанія. Окрім сучасної мексиканської території до складу імперії входили сучасні штати США: Каліфорнія, Нью-Мексико, Техас, Невада, Юта, Аризона; території сучасних держав (вийшли зі складу Мексики після падіння імперії): Беліз, Коста-Рика, Гондурас, Гватемала, Сальвадор, Нікарагуа. Загальна площа країни становила 4 925 283 км². Мексиканська імперія 1823 року була 7-ю державою у світі за площею (після Британії, Росії, Китаю, США, Бразилії, Туреччини).